# Köprülü
Köprülü o famiglia dei Köprülü (in albanese Dinastia Kypriljotëve (Kyprilinjte o Qypriljoti)) è il nome di una famiglia di Gran Vizir e di Paschà dell'Impero ottomano di origine albanese, insediatisi nella località di Köprü (Ponte), l'attuale Vezirköprü (ponte del vizir) nella Provincia di Samsun, nell'antica regione del Ponto.
Nel 1656, Mehmet Köprülü arriva al potere a Costantinopoli ed inaugura un periodo di più di venticinque anni di stabilità di governo, di riforme politiche e militari e più in generale di restaurazione del prestigio e della potenza dell'Impero Ottomano. Questa politica fu continuata da suo figlio e successore, Ahmed Pascià (1661-1676) e poi da suo genero Kara Mustafa (1676-1683). Quest'ultimo in particolare opprime gli ambasciatori e soprattutto i mercanti stranieri di tasse gravose.
Köprülü è il nome di una famiglia particolarmente nota di:
| Nome                                | anni           | Gran vizir nel | Sultano(i)             |
| ----------------------------------- | -------------- | -------------- | ---------------------- |
| Mehmet Köprülü                      | 1583 – 1661    | 1656 – 1661    | Mehmed IV              |
| Fazil Ahmet Köprülü                 | 1635 – 1676    | 1661 – 1676    | Mehmed IV              |
| Kara Mustafa (adottato)             | 1634 – 1683    | 1676 – 1683    | Mehmed IV, Solimano II |
| Abaza Siyavush Pascià II (adottato) | 1627 – 1688    | 1687 – 1688    | Solimano II            |
| Mustafa Köprülü                     | 1637 – 1691    | 1689 – 1691    | Solimano II, Ahmed II  |
| Hüseyin Köprülü                     | morto nel 1702 | 1697 – 1702    | Mustafa II             |
| Numan Köprülü                       | morto nel 1719 | 1710 – 1711    | Ahmed III              |